# Altin Lala
Altin Lala (ur. 18 listopada 1975 w Tiranie) – albański piłkarz występujący na pozycji pomocnika. Ostatnim jego klubem były rezerwy Bayernu Monachium.

## Kariera klubowa
Lala treningi rozpoczął w Dinamie Tirana. W 1991 roku wraz z kadrą Albanii U-16 przebywał na obozie treningowym w Niemczech. Zdecydował się wówczas pozostać w tym kraju, prosząc o azyl. Został umieszczony w obozie dla uchodźców w Fuldzie. Tam kontynuował karierę piłkarską w zespole SpVgg Hosenfeld. W 1992 roku przeszedł do juniorów Borussii Fulda, a w 1993 roku został włączony do jej pierwszej drużyny, występującej w Oberlidze Hessen. W 1996 roku awansował z zespołem do Regionalligi Süd. Tam z Borussią spędził 2 lata.
W 1998 roku Lala przeszedł do drugoligowego Hannoveru 96. W 2. Bundeslidze zadebiutował 30 lipca 1998 roku w wygranym 1:0 pojedynku z Karlsruher SC. 23 sierpnia 1998 roku w przegranym 1:2 spotkaniu z FC Gütersloh strzelił pierwszego gola w 2. Bundeslidze. W 2002 roku awansował z zespołem do Bundesligi. Pierwszy mecz zaliczył w niej 11 sierpnia 2002 roku przeciwko Hamburgerowi SV (1:2). 31 stycznia 2007 roku w wygranym 5:0 pojedynku z Herthą BSC zdobył pierwszego gola w Bundeslidze. Graczem Hannoveru Lala był przez 14 lat. W tym czasie rozegrał tam łącznie 296 spotkań i zdobył 10 bramek.
W 2012 roku odszedł do rezerw Bayernu Monachium, grających w Regionallidze Bayern.

## Kariera reprezentacyjna
Występy w reprezentacji Albanii Lala rozpoczął na szczeblu U-16. Następnie grał w drużynie U-21. W pierwszej reprezentacji Albanii zadebiutował 21 stycznia 1998 roku w wygranym 4:1 towarzyskim meczu z Turcją. 29 marca 2003 roku w wygranym 3:1 pojedynku eliminacji Mistrzostw Europy 2004 z Rosją strzelił pierwszego gola w kadrze.
W latach 1998–2011 w drużynie narodowej Lala rozegrał łącznie 79 spotkań i zdobył 3 bramki.